# Lipstick (bande originale)
Pour les articles homonymes, voir Lipstick.
Albums de Michel Polnareff
Fame à la mode
(1975) Coucou me revoilou
(1978)
Lipstick est un album de Michel Polnareff sorti en juillet 1976 qui est la bande originale du film Viol et Châtiment de Lamont Johnson.
Le morceau éponyme est composé à partir de rythmiques disco qui vont crescendo, tandis que The Rapist est plus expérimental.
Cet album eut un gros succès aux États-Unis puisqu'il se classa numéro 1 dans les charts disco durant l'été. En France, l'album s'est vendu à 75 000 exemplaires.

## Liste des titres
| No | Titre            | Durée |
| -- | ---------------- | ----- |
| 1. | Lipstick         | 3:33  |
| 2. | Lipstick montage | 12:37 |
| 3. | The Rapist       | 10:57 |
| 4. | Ballet           | 2:17  |